# Teri Reeves
Teri Reeves (San Francisco Bay Area, 14 juli 1981), geboren als Teri Kretz, is een Amerikaanse actrice.

## Biografie
Reeves besloot actrice te worden toen zij op jonge leeftijd Katharine Hepburn zag spelen in The Philadelphia Story. Zij haalde haar bachelor of fine arts aan de Universiteit van Californië in Santa Barbara (Californië), hierna haalde zij haar master of fine arts aan de Universiteit van Californië in San Diego (Californië).
Reeves begon in 2008 met acteren in de televisieserie Numb3rs, waarna zij nog meerdere rollen speelde in televisieseries en films. Naast het acteren voor televisie is zij ook actief als actrice in het theater.
Reeves was van 2005 tot en met 2013 getrouwd. In haar vrije tijd is zij actief met Braziliaans jiujitsu waar zij een paarse band in heeft.

## Filmografie

### Films
Uitgezonderd korte films.
- 2019 Crossing - als Izabella
- 2018 Island Zero - als Lucy
- 2017 Furthest Witness - als Helena
- 2017 Undying - als Kate
- 2017 Black Site Delta - als Vasquez
- 2014 The 10 Year Plan - als Diane
- 2014 Tentacle 8 - als Belle
- 2011 Deadline - als Linda

### Televisieseries
Uitgezonderd eenmalige gastrollen.
- 2019 The Punisher - als Marlena Olin - 3 afl.
- 2016 Once Upon a Time - als Dorothy Gale - 2 afl.
- 2012-2013 Chicago Fire - als dr. Hallie Thomas - 10 afl.
- 2012 Battleground - als KJ Jameson - 13 afl.
- 2011 General Hospital - als Megan McKenna - 4 afl.
- 2009-2010 Three Rivers - als verpleegster Alicia - 4 afl.
- 2010 Days of our Lives - als Deliah - 2 afl.